# Нітринська культура

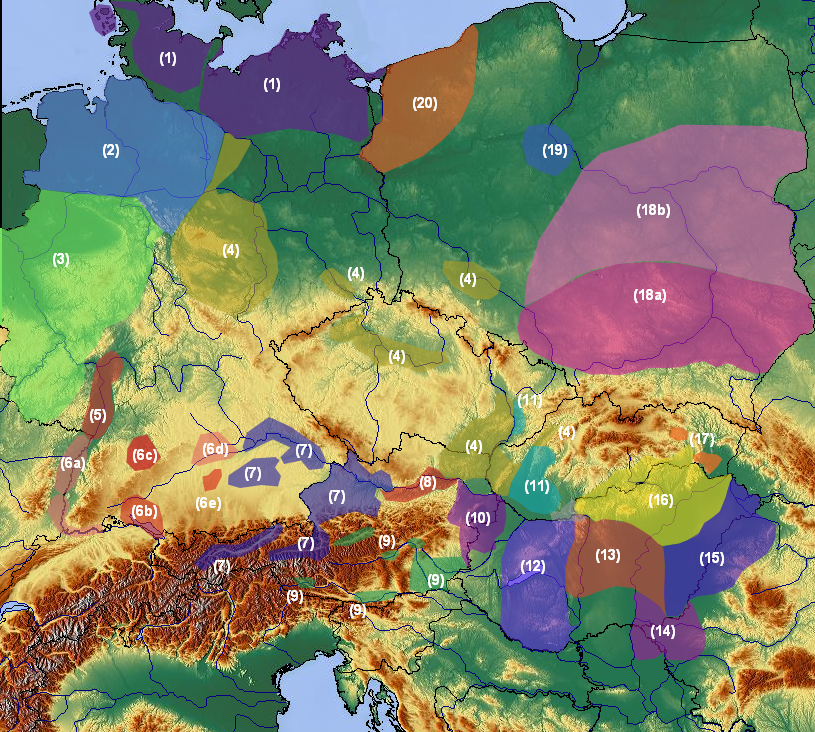
Культури ранньої бронзової доби у Центральній Європі. Нітринська культура позначена номером 11.

Нітринська культура — археологічна культура ранньої бронзової доби, початковий період BA1 по Рейнеке. Була поширена у південно-західній Словаччині та східній Моравії.
Виникла в результаті розвитку культури Хлопице-Веселе, очевидно, не без впливу культури Мако-Косиха-Чака та культури дзвоноподібних кубків, проіснувала близько 200 років, поки не була поглинена Унетицькою культурою на більш пізній стадії BA1.

## Історія досліджень
Перші знахідки, пізніше ототожнені з нітринською культурою, зроблені в Моравії (в 1880-х роках) і Словаччині (1922) були приписані Унетицькій культурі та культурі шнурової кераміки через матеріальну подібність. Лише у повоєнні роки (1956 г.) Антон Точік вперше виділив нітринську культуру як самостійну — спочатку як «тип» або «групу», на основі обробки знахідок з розкопок Вичапи-Опатовці, Вельки Гроб тощо. Подальші дослідження в 1970-х роках підтвердили спорідненість культури з так званим епішнуровим комплексом культур у Східній Європі. В 1970-х роках був також виявлений великий могильник в Моравії в Голешові, в якому розвиток культури було засвідчено поетапно, від предкової культури Хлопіце-Веселе до зникнення під впливом Унетицької культури. Були виявлені інші великі місця поховання, які свідчать про безперервний розвиток культури — у Словаччині (Йельшовце, Нова Вес, Іванка-при-Дунаю) та у Моравії (Слатинице).

## Поховання
Похоронний ритуал нітринської культури ідентичний ритуалу епішнурового комплексу. Померлі поховані у скорченому положенні, чоловіки на правому боці з головою на захід, а жінки — на лівому, головою на схід. Обличчя на південь, у бік сонця. Могили мають овальну форму, іноді обладнані сходинками або викладені вапном. Зрідка зустрічаються поховання у видовбаній труні або дерев'яній камері, обплетеною лозою, загорнуті у рогожу, полотно або шкіру. Іноді скелети посипалися охристим барвником, подібно ряду інших культур у Східній Європі. Крім одиночних поховань зустрічаються і колективні. У місцях поховання були виявлені лише нечисленні поховання дітей у віці до двох років. Таким чином, або дитячі поховання досі не опізнані, або маленьких дітей взагалі не ховали.
Також відзначені розграбовані або розкриті поховання, але їх відсоток нижче (30%), ніж для Унетицької культури.
Як похоронні дари у могилах виявлені бронзові або мідні предмети, особливо ювелірні вироби, зрідка — навіть інструменти. Найчастіше зустрічаються кам'яні відщепи (наконечники стріл, леза), ріжучі інструменти (топірці), вироби з рогу (молоти, сокири, голки). Часто зустрічаються прикраси (намиста) з рогу і перламутру, що взагалі характерно для карпатських культур. Кераміка рідко зустрічається в могилах і погано обпалена, що помітно відрізняється від сусідньої Унетицької культури.. У чоловічих похованнях зустрічається їжа, що свідчить про віру у загробне життя.

### Могильники
- Голешов (Моравія)

Було виявлено 430 могил, 10 з яких належали до культури шнурової кераміки. Могильник характеризує культуру від зародження з культури Хлопіце-Веселе до зникнення під впливом Унетицької культури. Дослідження проводилося в 1950, 1964 — 1970 роках і було опубліковано в 1985 році у (Ондрачек-Шебела).
Інші могильники:
- Єльшовце
- Нова Вес
- Бранч
- Вичапи-Опатовце
- Слатиніце (Моравія)
- Пршиказы (Моравия)
- Іванка-при-Дунаю
- Шала І.
- Чорний Брод
- Тврдошовце
- Нітра — Чермань
- Велки-Гроб
- Гурбаново